# 結成10周年記念公演「烏兎」中野サンプラザ
『結成10周年記念公演「烏兎」中野サンプラザ』（けっせいじっしゅうねんきねんこうえん うと なかのサンプラザ）は、tacicaのライブビデオ。2015年8月5日にSME Recordsから発売された。

## 概要
tacica史上初のライブ映像作品。
バンド結成日である4月5日に中野サンプラザで行われ、即完公演となった結成10周年記念公演「烏兎」を映像作品化。初のストリングスとの共演も含む、これまでの10年の歴史を網羅するセットリストとともに全曲収録。

## 収録曲
1. HERO
  - 1stミニアルバム収録曲
2. クローバー
  - 1stミニアルバム収録曲
3. 黄色いカラス
  - 1stシングル表題曲
4. アリゲーター
  - 4thシングルc/w曲
5. オオカミと月と深い霧
  - 1stミニアルバム収録曲
6. アトリエ
  - 2ndフルアルバム収録曲
7. 人間1/2
  - 1stフルアルバム収録曲
8. ハイライト
  - 3rdフルアルバム収録曲
9. ドラマチック生命体
  - 3rdフルアルバム収録曲
10. 命の更新
  - 5thシングル表題曲
11. HALO
  - 7thシングル表題曲
12. newsong
  - 6thシングル表題曲
13. 人鳥哀歌
  - 2ndシングル表題曲
14. SUN 太陽
  - 2ndミニアルバム収録曲
15. 神様の椅子
  - 4thシングル表題曲
16. LEO
  - 8thシングル表題曲
17. 不死身のうた
  - 3rdフルアルバム収録曲
18. DAN
  - 4thフルアルバム収録曲
19. メトロ<ENCORE>
  - 3rdシングル表題曲
20. キャスパー<ENCORE>
  - 7thシングルc/w曲
21. アースコード<ENCORE>
  - 1stシングルc/w曲